# John B. Montgomery
John Berrien Montgomery (1794 - 25 de marzo de 1872) era un militar estadounidense que participó en la invasión a México y en la Guerra de Secesión.
Montgomery nació en Allentown, en el Estado de Nueva Jersey, en 1794. En 1812 él ingresó a la Armada de los Estados Unidos (Marina de Guerra estadounidense).
En 1844 Montgomery comandaba la balandra de guerra USS Portsmouth. A principios de junio de 1846 Montgomery arribó con el barco que mandaba, el USS Portsmouth, a la Bahía de San Francisco; que formaba parte de la en ese entonces Provincia mexicana de la Alta California. Como resultado Montgomery se vio envuelto como testigo en la rebelión armada que iniciaron los residentes estadounidenses de la Alta California contra el gobierno mexicano, el 14 de junio de 1846; los rebeldes tomaron la ciudad californiana de Sonoma y proclamaron allí la independencia del territorio de México con el título oficial de República de California. Pronto las fuerzas rebeldes quedaron bajo el mando del mayor John C. Frémont del Ejército de los Estados Unidos que había alentado la rebelión; en ese contexto Montgomery, como representante naval de los Estados Unidos en la zona, fue abordado por representantes de los rebeldes, del gobierno provincial mexicano y por otros representantes de Estados Unidos. El 16 de junio de 1846 Montgomery envió una misión a Sonoma para investigar la situación causada por la rebelión.
Entre tanto, sin que lo supieran todavía en la Alta California, la guerra entre Estados Unidos y México había sido declarada un mes antes de la revuelta de los colonos estadounidenses de California, el 13 de mayo de 1846; y el 7 de julio de 1846 el comodoro de la Armada de los Estados Unidos John D. Sloat arribó al mando del Escuadrón del Pacífico a la ciudad californiana de Monterrey y la ocupó luego de una escaramuza con las fuerzas mexicanas locales conocida como la batalla de Monterrey. Sloat izó la bandera de los Estados Unidos en Monterrey y reclamó la soberanía estadounidense sobre la Alta California, proclamándose Gobernador Militar del territorio.
Sloat le ordenó a Montgomery que ocupara la población de Yerba Buena, la actual ciudad de San Francisco. El 9 de julio Montgomery cumplió la orden y al mando de una fuerza de desembarco tomó Yerba Buena sin disparar un solo tiro, izando la bandera de Estados Unidos en la plaza del pueblo que al año siguiente sería rebautizado como San Francisco. Montgomery también envió al teniente Joseph W. Revere a Sonoma para que arriara la Bandera del Oso, la bandera de la República de California que había sido disuelta por sus propios líderes para jurar lealtad a los Estados Unidos, y en su lugar izara la bandera estadounidense; la famosa bandera estaría en poder de Montgomery hasta 1848 cuando la entregó a las autoridades navales en Boston y en 1855 sería devuelta a California.
Luego de la guerra con México, Montgomery continuó con su carrera militar y en 1857 se le asignó el mando de la fragata de hélice USS Roanoke. En 1859 se le nombró comandante del Escuadrón del Pacífico, mando que ocupó hasta el 2 de enero de 1862. Entre junio de 1862 y diciembre de 1863 Montgomery se desempeñó como comandante del Astillero de la Armada de los Estados Unidos en Boston, y en 1865 como comandante del Astillero de la Armada en Washington D. C. Cuando se retiró del servicio activo en 1869 Montgomery tenía el rango de contraalmirante.
Montgomery murió el 25 de marzo de 1872 en Carlisle, en el Estado de Pensilvania.
- Datos: Q6220059
- Multimedia: John B. Montgomery / Q6220059